# Alphonsius Franciscus Josephus Aernoudts

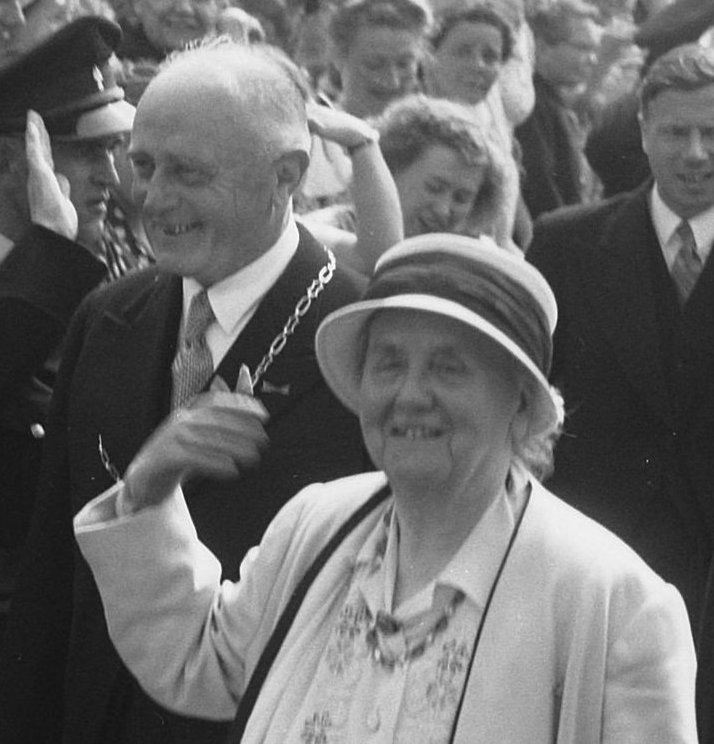
Koningin Wilhelmina tijdens bezoek aan Sluis met schuin erachter burgemeester A.F.J. Aernoudts (1948)

Alphonsius Franciscus Josephus Aernoudts (Sluis, 17 februari 1885 – Oostburg, 4 september 1978) was een Nederlands politicus. 
Hij werd geboren als zoon van Hendericus Franciscus Aernoudts (ca. 1832-1922) en Maria Anthonia van Maldegem (1842-1919). Hij heeft vijf jaar in België, waar zijn vader geboren is, gestudeerd. Hij was (graan)handelaar en directeur van het Zeeuwse Landbouwhuis. Daarnaast was Aernoudts wethouder te Sluis voor hij in 1938 benoemd werd tot burgemeester van die Zeeuws-Vlaamse gemeente. Sluis raakte bij oorlogshandelingen in 1944 zwaar beschadigd en Aernoudts heeft zich ingespannen voor de wederopbouw. Hij ging in 1950 met pensioen en overleed in 1978 op 93-jarige leeftijd in het Oostburgse Sint Antoniusziekenhuis. 